# Spartan Clipper
Le Spartan Clipper est un avion britannique biplace monoplan construit au début des années 1930 par Spartan Aircraft Limited.

## Histoire
H.E. Broadsmith a conçu le Clipper comme un biplace, il a utilisé les ailes extérieures du Monospar ST-4. Spartan Aircraft Limited a construit un exemplaire dans leur atelier de East Cowes en 1932. L'avion a d'abord été équipé d'un moteur Pobjoy R de 75 ch. 
Immatriculé G-ACEG il a volé pour la première fois le 14 décembre 1932. Après modification du châssis, du vitrage de la cabine et du capot, il a reçu un certificat de navigabilité le 29 juin 1933. 
En 1933, le Clipper a couru dans la course aéronautique King's Cup Race. 
En 1938, il a été re-motorisé avec un moteur Pobjoy Niagara III de 90 ch, après quoi il a été utilisé pour des missions clandestines jusqu'au 4 mai 1942, quand il a été détruit dans un raid aérien sur Cowes.